# Степное (Тимирязевский район)
Степно́е (каз. Степное) — село в Тимирязевском районе Северо-Казахстанской области Казахстана. Административный центр Куртайского сельского округа (до 2009 года — Степного сельского округа). Код КАТО — 596255100.

## География
Находится примерно в 26 км к северо-востоку от села Тимирязево, административного центра района, на высоте 173 метров над уровнем моря.

## История
Указом ПВС Казахской ССР от 16.08.1971 года посёлку центральной усадьбы совхоза «Степной» присвоено наименование село Степное.

## Население
В 1999 году численность населения села составляла 748 человек (359 мужчин и 389 женщин). По данным переписи 2009 года в селе проживало 687 человек (340 мужчин и 347 женщин).